# Roy Knickman
Clarence „Roy“ Knickman (* 23. Juni 1965 in Ventura, Kalifornien) ist ein US-amerikanischer Radsporttrainer und ehemaliger Radrennfahrer.

## Sportliche Karriere

### Als Fahrer
Roy Knickman war ab 1982 nahezu 20 Jahre lang im Radsport als Fahrer aktiv. Er gehörte zu der ersten Generation von US-amerikanischen Straßenfahrern, für die es zur Norm gehörte, an Rennen in Europa teilzunehmen. Als Juniorfahrer schien er unschlagbar und galt deshalb als „Wunderkind“. Sein erster größerer Erfolg war der Sieg im Etappenrennen Dusika-Tour 1983, der bedeutendsten Etappenfahrt für Junioren in Österreich.
1984 startete Knickman gemeinsam mit Ron Kiefel, Andrew Weaver und Davis Phinney im Mannschaftszeitfahren der Olympischen Sommerspiele in Los Angeles. Das Quartett errang die Bronzemedaille. 1985 belegte er den zweiten Platz in der Gesamtwertung der Tour of Britain und ebenso bei der Berliner Etappenfahrt. In den USA gewann er die Kalifornien-Rundfahrt vor Ken Bostick.
Ab 1986 fuhr er in der Mannschaft La Vie Claire, gemeinsam mit Greg LeMond und Bernard Hinault.
1988 gehörte er bei Paris–Roubaix zu einer 13-köpfigen Ausreißergruppe, die schließlich fünf Minuten Vorsprung auf das Hauptfeld hatte. Am Trouée d’Arenberg hatte er jedoch einen Platten und verlor den Anschluss, so dass er schließlich Rang 65 belegte. 1988 sowie 1989 startet er bei der Tour de France, konnte die Rundfahrt aber in beiden Jahren nicht beenden.

### Als Trainer
1993 beendete Knickman seine aktive Radsportkarriere und war fortan als Trainer tätig, unter anderem 1994 als Betreuer des nationalen Junior-Teams und bis 1997 als Coach des Elite-Teams. 1998 kehrte er jedoch als Rennfahrer zurück, als er einen Vertrag als Fahrer und Assistenztrainer beim Mercury Cycling Team erhielt. Anschließend zog er sich aus dem Radsport zurück und nahm eine Tätigkeit als Feuerwehrmann auf, als welcher er weiterhin hauptamtlich arbeitet (Stand 2016). So war er mit seiner Crew im Herbst 2017 bei den verheerenden Waldbränden rund um seinen Wohnort Santa Rosa in Kalifornien eingesetzt.
Knickmans Sohn Bo war bis 2016 auch als Radsportler aktiv. So startete er 2015 sowie 2016 bei Paris–Roubaix für Junioren. Er fuhr für das Junior-Team Lux, das unter anderem von seinem Vater betreut wird. Zum Team gehört auch der Junioren-Zeitfahrweltmeister Brandon McNulty.

## Ehrungen
2017 wurde Roy Knickmann in die United States Bicycling Hall of Fame aufgenommen.

## Erfolge
1982
- US-amerikanischer Jugend-Meister – Querfeldeinrennen, Straßenrennen

1983
- Junioren-Weltmeisterschaft – Mannschaftsverfolgung (mit Tim Hinz, Craig Alan Schommer und Kit Kyle)
- Junioren-Weltmeisterschaft – Einerverfolgung
- Junioren-Weltmeisterschaft – Mannschaftszeitfahren (mit David Farmer, Tim Hinz und Tony Palmer)
- US-amerikanischer Junioren-Meister – Straßenrennen

1984
- – Mannschaftszeitfahren (mit Ron Kiefel, Andrew Weaver und Davis Phinney)

1987
- eine Etappe Tour de Suisse
- eine Etappe Critérium du Dauphiné Libéré

1988
- eine Etappe Tour of Florida
- eine Etappe Coors Cycling Classic

1998
- eine Etappe Fitchburg Longsjo Classic

## Teams
- 1984 – Levi's-Raleigh
- 1985 – Levi's-Raleigh
- 1986 – La Vie Claire
- 1987 – Toshiba
- 1988 – 7-Eleven
- 1989 – 7-Eleven
- 1990 – 7 Eleven-Hoonved
- 1991 – Coors Light
- 1992 – Coors Light
- 1993 – Coors Light
- 1998 – Mercury Cycling Team – Fahrer und Assistenz Trainer
- 1999 – Mercury Cycling Team – Fahrer und Assistenz Trainer
- 2000 – Mercury Cycling Team – Fahrer und Assistenz Trainer